# Eccellenza Puglia 2017-2018
Il campionato italiano di calcio di Eccellenza regionale 2017-2018 è il ventisettesimo organizzato in Puglia.

## Aggiornamenti
- La dirigenza del Noicattaro (ancora chiamato "A.S.D. Atletico Mola") ha ceduto il proprio titolo sportivo alla società di Promozione pugliese dell'"A.S.D. Nuova Molfetta", che ha cambiato denominazione in "A.S.D. Molfetta Calcio".
- L'A.S.D. Vigor Trani è stata ripescata in Eccellenza a completamento organici.

## Squadre partecipanti
| Club                    | Città          | Stadio o Campo Sportivo                  | Stagione precedente              |
| ----------------------- | -------------- | ---------------------------------------- | -------------------------------- |
| Atletico Aradeo         | Aradeo (LE)    | Stadio Comunale                          | 2° in Promozione Puglia Girone B |
| Atletico Vieste         | Vieste (FG)    | Stadio Riccardo Spina                    | 6° in Eccellenza Puglia          |
| Avetrana                | Avetrana (TA)  | Campo Comunale "Valentino Mazzola"       | 7° in Eccellenza Puglia          |
| Barletta                | Barletta (BT)  | Stadio Cosimo Puttilli                   | 5° in Eccellenza Puglia          |
| Bitonto                 | Bitonto (BA)   | Stadio Città degli Ulivi                 | 2° in Eccellenza Puglia          |
| Casarano                | Casarano (LE)  | Stadio Giuseppe Capozza                  | 4° in Eccellenza Puglia          |
| Corato                  | Corato (BA)    | Stadio Comunale                          | 2° in Promozione Puglia Girone A |
| Fasano                  | Fasano (BR)    | Stadio Vito Curlo                        | 1° in Promozione Puglia Girone B |
| Gallipoli               | Gallipoli (LE) | Stadio "Antonio Bianco" (erba sintetica) | 12° Eccellenza Puglia            |
| Molfetta Calcio         | Molfetta (BA)  | Stadio Paolo Poli                        | 3° in Promozione Puglia Girone A |
| Novoli                  | Novoli (LE)    | Stadio Totò Cezzi                        | 11° in Eccellenza Puglia         |
| Otranto                 | Otranto (LE)   | Stadio Avvocato Pasquale Nachira         | 13° in Eccellenza Puglia         |
| Pro Italia Galatina     | Galatina (LE)  | Stadio comunale Giuseppe Specchia        | 10° in Eccellenza Puglia         |
| Omnia Bitonto           | Bitonto (BA)   | Stadio Città degli Ulivi                 | 1° in Promozione Puglia Girone A |
| Unione Calcio Bisceglie | Bisceglie (BT) | Stadio Francesco Di Liddo                | 8° in Eccellenza Puglia          |
| Vigor Trani             | Trani (BT)     | Stadio Comunale                          | 14° in Eccellenza Puglia         |

## Classifica
|  | Pos. | Squadra             | Pt | G  | V  | N  | P  | GF | GS  | DR   |
|  | ---- | ------------------- | -- | -- | -- | -- | -- | -- | --- | ---- |
|  | 1.   | Fasano              | 58 | 30 | 16 | 10 | 4  | 55 | 25  | 30   |
|  | 2.   | Casarano            | 56 | 30 | 17 | 5  | 8  | 46 | 18  | 28   |
|  | 3.   | Avetrana            | 53 | 30 | 14 | 11 | 5  | 41 | 27  | 14   |
|  | 4.   | Omnia Bitonto       | 53 | 30 | 14 | 11 | 5  | 57 | 25  | 32   |
|  | 5.   | Gallipoli           | 52 | 30 | 14 | 10 | 5  | 53 | 30  | 23   |
|  | 6.   | Bitonto             | 51 | 30 | 14 | 9  | 7  | 46 | 21  | 25   |
|  | 7.   | Corato              | 48 | 30 | 12 | 12 | 6  | 41 | 25  | 16   |
|  | 8.   | Soccer Trani        | 45 | 30 | 11 | 12 | 7  | 37 | 24  | 13   |
|  | 9.   | Atletico Vieste     | 40 | 30 | 11 | 7  | 12 | 39 | 42  | -3   |
|  | 10.  | Molfetta Calcio     | 36 | 30 | 9  | 9  | 12 | 34 | 32  | 2    |
|  | 11.  | Otranto             | 36 | 30 | 9  | 9  | 12 | 36 | 40  | -4   |
|  | 12.  | Barletta            | 34 | 30 | 8  | 10 | 12 | 36 | 35  | 1    |
|  | 13.  | UC Bisceglie        | 29 | 30 | 6  | 11 | 13 | 37 | 35  | 2    |
|  | 14.  | Atletico Aradeo     | 29 | 30 | 7  | 6  | 17 | 35 | 44  | -9   |
|  | 15.  | Novoli              | 20 | 30 | 4  | 8  | 18 | 21 | 54  | -33  |
|  | 16.  | Pro Italia Galatina | 9  | 30 | 2  | 3  | 17 | 12 | 149 | -137 |

Legenda:

      Promossa in Serie D.

      Ammessa ai play-off nazionali.

 Ai play-off o ai play-out.

      Retrocessa in Promozione.

Note:

Tre punti a vittoria, uno a pareggio, zero a sconfitta.
In caso di arrivo di due o più squadre a pari punti, la graduatoria verrà stilata secondo la classifica avulsa tra le squadre interessate che prevede, in ordine, i seguenti criteri:
- Punti negli scontri diretti
- Differenza reti negli scontri diretti
- Differenza reti generale
- Reti realizzate in generale
- Sorteggio

L'U.C. Bisceglie è stata poi ripescata.

## Risultati

### Tabellone
|                 | ARA  | AVE  | BAR  | BIT  | CAS  | COR  | FAS  | GAL  | MOC  | NOV  | OMN  | OTR  | PRO  | TRA  | UCB  | VIE  |
| --------------- | ---- | ---- | ---- | ---- | ---- | ---- | ---- | ---- | ---- | ---- | ---- | ---- | ---- | ---- | ---- | ---- |
| Aradeo          | –––– | 0-0  | 0-1  | 0-1  | 0-2  | 0-0  | 1-2  | 1-1  | 1-0  | 5-0  | 0-1  | 3-0  | 1-1  | 1-2  | 3-0  | 1-2  |
| Avetrana        | 1-0  | –––– | 1-0  | 1-0  | 0-3  | 0-0  | 0-2  | 1-1  | 3-1  | 4-2  | 2-1  | 1-0  | 8-0  | 0-0  | 0-0  | 3-2  |
| Barletta        | 2-2  | 0-0  | –––– | 1-1  | 1-0  | 1-1  | 2-1  | 1-2  | 1-0  | 2-1  | 1-3  | 0-0  | 9-0  | 1-1  | 1-1  | 1-1  |
| Bitonto         | 1-0  | 3-1  | 1-0  | –––– | 2-0  | 1-0  | 0-2  | 2-1  | 0-0  | 1-1  | 2-2  | 1-0  | 15-1 | 3-0  | 2-1  | 3-0  |
| Casarano        | 4-0  | 0-1  | 1-0  | 1-0  | –––– | 0-0  | 1-4  | 0-0  | 2-0  | 5-0  | 0-1  | 1-0  | 4-0  | 0-1  | 1-0  | 3-2  |
| Corato          | 1-0  | 0-0  | 2-1  | 2-1  | 1-1  | –––– | 1-1  | 0-1  | 1-0  | 3-0  | 1-1  | 1-2  | 9-0  | 1-0  | 2-1  | 0-0  |
| Fasano          | 7-0  | 1-1  | 4-1  | 2-1  | 0-2  | 0-0  | –––– | 3-2  | 1-1  | 2-0  | 2-1  | 1-1  | 3-0  | 0-0  | 1-1  | 2-0  |
| Gallipoli       | 2-0  | 3-1  | 2-1  | 0-0  | 0-1  | 1-2  | 4-0  | –––– | 1-2  | 1-0  | 2-2  | 3-1  | 9-0  | 3-1  | 2-1  | 2-1  |
| Molfetta Calcio | 1-2  | 1-1  | 4-2  | 1-2  | 2-0  | 3-1  | 2-0  | 0-2  | –––– | 1-0  | 2-3  | 3-1  | 6-0  | 0-0  | 1-0  | 0-3  |
| Novoli          | 1-3  | 1-2  | 2-4  | 0-0  | 0-2  | 1-3  | 0-1  | 1-2  | 0-0  | –––– | 0-3  | 2-2  | 2-0  | 0-0  | 3-2  | 0-0  |
| Omnia Bitonto   | 4-1  | 1-1  | 1-1  | 0-0  | 0-2  | 1-1  | 2-2  | 2-0  | 1-0  | 0-0  | –––– | 3-0  | 8-0  | 3-1  | 1-1  | 2-0  |
| Otranto         | 0-3  | 2-2  | 1-0  | 2-1  | 0-0  | 1-2  | 0-1  | 1-1  | 1-1  | 1-0  | 0-3  | –––– | 9-1  | 2-1  | 1-1  | 4-1  |
| Pro Italia      | 0-6  | 0-2  | 0-1  | 0-1  | 0-5  | 2-1  | 0-8  | 2-2  | 1-1  | 1-3  | 0-6  | 0-2  | –––– | 0-7  | 1-0  | 2-5  |
| Trani           | 1-0  | 1-0  | 0-0  | 0-0  | 1-1  | 2-1  | 1-1  | 1-1  | 1-1  | 4-0  | 0-0  | 2-0  | 2-0  | –––– | 3-0  | 1-2  |
| U.C. Bisceglie  | 4-0  | 1-2  | 1-0  | 1-0  | 2-1  | 2-2  | 0-0  | 1-1  | 0-0  | 0-1  | 1-0  | 0-0  | 11-0 | 1-2  | –––– | 1-1  |
| Vieste          | 2-1  | 1-2  | 1-0  | 1-1  | 0-3  | 1-2  | 0-1  | 1-1  | 1-0  | 0-0  | 2-1  | 1-2  | 3-0  | 2-1  | 3-2  | –––– |

### Spareggi

#### Play-off

##### Semifinali
|          | Risultati |               | Luogo e data             |
| -------- | --------- | ------------- | ------------------------ |
| Avetrana | 0-2       | Omnia Bitonto | Avetrana, 29 aprile 2018 |
|          |           |               |                          |
| Casarano | 1-0       | Gallipoli     | Casarano, 29 aprile 2018 |
|          |           |               |                          |

##### Finale
|          | Risultati |               | Luogo e data            |
| -------- | --------- | ------------- | ----------------------- |
| Casarano | 0-1       | Omnia Bitonto | Casarano, 6 maggio 2018 |
|          |           |               |                         |

#### Play-out
|          | Risultati |                       | Luogo e data             |
| -------- | --------- | --------------------- | ------------------------ |
| Barletta | 3 - 3     | Unioncalcio Bisceglie | Barletta, 27 maggio 2018 |
|          |           |                       |                          |